# جيمي نيكلسون
جيمي نيكلسون (بالإنجليزية: Jimmy Nicholson)‏ (27 فبراير 1943 ببلفاست في المملكة المتحدة - ) هو لاعب كرة قدم أيرلندي شمالي في مركز الوسط. شارك مع منتخب أيرلندا الشمالية تحت 23 سنة لكرة القدم ومنتخب إيرلندا الشمالية لكرة القدم من الدرجة الثانية ‏ ومنتخب أيرلندا الشمالية لكرة القدم. أما مع النوادي، فقد لعب مع مانشستر يونايتد ونادي بوري وهدرسفيلد تاون وMossley A.F.C. ‏ ونادي ستاليبريدج سيلتيك.

## وصلات خارجية
- جيمي نيكلسون على موقع الاتحاد الأوربي (الإنجليزية)
- جيمي نيكلسون على موقع قاعدة بيانات كرة القدم.إي يو (الإنجليزية)
- جيمي نيكلسون على موقع ناشيونال فوتبول تيمز (الإنجليزية)